# Jerzy Feliks Godlewski
Jerzy Feliks Godlewski (ur. 1921, zm. 2012) – polski politolog i religioznawca.

## Życiorys
Był docentem doktorem habilitowanym nauk politycznych. Pełnił funkcję kierownika Zakładu Filozofii Wyższej Szkoły Nauk Społecznych przy KC PZPR. W 1985 uzyskał tytuł naukowy profesora nauk politycznych.

## Wybrane publikacje
- Chrześcijaństwo w Polsce współczesnej, Warszawa: Wyższa Szkoła Nauk Społecznych, 1983.
- Katolicka myśl kościelna o prawie i państwie, Warszawa: PWN, 1985.
- Kontrowersje wokół światopoglądu, Warszawa: "Książka i Wiedza", 1980.
- Kościół rzymskokatolicki i podstawy jego doktryny, Warszawa: "Książka i Wiedza", 1985, 1986.
- Kościół rzymskokatolicki w Polsce wobec sekularyzacji życia publicznego (1944-1974), Warszawa: Państwowe Wydawnictwo Naukowe, 1978.
- Laicyzacja instytucji małżeństwa w Polsce, Warszawa: Towarzystwo Krzewienia Kultury Świeckiej, 1970.
- Materiały do szkolenia politycznego oficerów, Warszawa: Wydawnictwo Ministerstwa Obrony Narodowej, 1988.
- Obywatel a religia. Wolność sumienia w PRL, Warszawa: "Wiedza Powszechna", 1977.
- Polityka wyznaniowa. Tło, warunki, realizacja (red. nauk.), Warszawa: PWN, 1975.
- Polska państwem świeckim, Warszawa: "Książka i Wiedza", 1983.
- Prawne podstawy i gwarancje wolności sumienia i wyznania w PRL, Warszawa: "Książka i Wiedza", 1984.
- Prawo a religia (współautor: Krzysztof Jabłoński), Warszawa: "Wiedza Powszechna", 1988.
- Realizacja zasady wolności sumienia w PRL a jej funkcjonowanie w krajach kapitalistycznych, Warszawa: TKKŚ, Centralny Ośrodek Doskonalenia Kadr Laickich, 1977.
- Światopogląd, Warszawa: WSNS, 1983.
- Światopogląd - religia - państwo, Warszawa: Krajowa Agencja Wydawnicza, 1980
- Założenia polityki wyznaniowej w PRL, Warszawa: WSNS, 1984[1].